# Jeanette Shakalli
Jeanette Shakalli é uma matemática panamenha, mais conhecida por suas atividades de divulgação no Panamá. Atualmente é Diretora Executiva da Fundação Panamenha para a Promoção da Matemática (FUNDAPROMAT), uma fundação privada sem fins lucrativos criada para promover o estudo da matemática no Panamá.

## Formação
Shakalli é bacharel em matemática e química pela Universidade de Notre Dame. Em 2012 obteve um Ph.D. em matemática pela Universidade do Texas A&M, orientada por Sarah Witherspoon.

## Carreira
De 2012 a 2019 Jeanette Shakalli trabalhou na Secretaria Nacional de Ciencia y Tecnologia (SENACYT) do Panamá. Em 2016 criou o Programa de Divulgación de las Matemáticas no Panamá, que realiza várias atividades por ano em matemática recreativa. Desde então, organizou mais de 50 eventos de divulgação matemática no Panamá, incluindo MathsJam.